# NGC 187
NGC 187은 고래자리에 위치한 320만 광년 떨어진 막대 렌즈형 은하이다. 1893년, 윌리엄 허셜에 의해 발견되었다.